# Maulburg
Maulburg – miejscowość i gmina w Niemczech, w kraju związkowym Badenia-Wirtembergia, w rejencji Fryburg, w regionie Hochrhein-Bodensee, w powiecie Lörrach, wchodzi w skład wspólnoty administracyjnej Schopfheim. Leży nad rzeką Wiese, pomiędzy Steinen a Schopfheim.

## Polityka
Ostatnie wybory samorządowe odbyły się 13 czerwca 2004, w radzie miasta zasiada 12 radnych.
| Partia                     | % głosów | Porównanie¹ | Ilość radnych | Porównanie¹ |
| -------------------------- | -------- | ----------- | ------------- | ----------- |
| Bezpartyjni                | 35,0%    | +2,7%       | 5             | +1          |
| SPD                        | 28,7%    | -3,1%       | 4             | -1          |
| CDU                        | 22,3%    | -0,6%       | 3             | =           |
| Bürgervereinigung Maulburg | 14,0%    | +1,1        | 2             | =           |

¹ z ostatnimi wyborami

## Infrastruktura
Przez teren gminy przebiega droga krajowa B317 oraz linia kolejowa Wiesentalbahn (Bazylea–Zell im Wiesental, linia nr 6 Regio S-Bahn Basel).
W gminie znajduje się szkoła podstawowa oraz Hauptschule z Werkrealschule.
W Maulburg siedzibę ma SKF Magnetik (spółka-córka SKF).

## Osoby urodzone w Maulburgu
- Hermann Burte (ur. 15 lutego 1879; zm. 21 marca 1960 w Lörrach), niemiecki malarz i poeta